# Dennis Widgren
Trond Dennis Widgren (Östersund, 28 marzo 1994) è un calciatore svedese, difensore o centrocampista del Sirius.

## Biografia
Widgren è eleggibile sia per la Nazionale norvegese (avendo il padre di quella nazione) che per quella svedese.

## Carriera
Widgren è cresciuto inizialmente nell'IFK Östersund. All'età di 14 anni si è trasferito in un altro club della sua città natale, l'Östersunds FK. Nel 2010 ha firmato il suo primo contratto che lo legava alla prima squadra.
Avendo fatto parte della rosa a partire dal 2010, Widgren ha vissuto in prima persona l'ascesa della formazione rossonera verso il calcio professionistico. Nel 2011 e nel 2012 ha conquistato due promozioni consecutive, che hanno portato la squadra dal campionato di Division 2 a quello di Superettan. Al termine del campionato di Superettan 2015, l'Östersund è stato promosso nella massima serie per la prima volta nella storia.
Nel 2016, alla prima stagione dell'Östersund in Allsvenskan, Widgren è stato il giocatore più presente, l'unico in squadra ad aver giocato tutte e 30 le partite. È risultato essere il più presente della sua squadra anche nell'Allsvenskan 2017, ma con 27 presenze (in coabitazione con Curtis Edwards). Il 2018 è stato l'ultimo suo anno in rossonero.
Scaduto il contratto con l'Östersund, Widgren è stato libero di firmare a parametro zero con l'Hammarby a partire dal gennaio 2019. Al suo primo anno in biancoverde è stato titolare fisso, disputando 25 partite di campionato tutte dal primo minuto. A partire dalla seconda metà dell'Allsvenskan 2020 il suo utilizzo è diminuito, complice anche l'arrivo del terzino sinistro Mohanad Jeahze e la presenza dell'anch'egli terzino Tim Söderström.
Dopo aver collezionato solo due presenze da subentrante nelle prime dieci giornate del campionato 2021, a luglio l'Hammarby ha ceduto Widgren in prestito al Sirius fino alla fine dell'anno. È poi tornato all'Hammarby per una breve parentesi in cui ha giocato 8 partite partendo prevalentemente dalla panchina, quindi nel luglio 2022 ha fatto ritorno al Sirius ma questa volta a titolo definitivo con un contratto di tre anni e mezzo.

## Palmarès

### Club

#### Competizioni nazionali
- Coppa di Svezia: 2

Östersund: 2016-2017
Hammarby: 2020-2021